# パナム県
パナム県（パナムけん）は中華人民共和国チベット自治区シガツェ市に位置する県。

## 行政区画
2鎮、9郷を管轄：
- 鎮：洛江鎮、嘎東鎮
- 郷：巴扎郷、瑪郷、旺丹郷、曲奴郷、杜瓊郷、強堆郷、嘎普郷、者下郷、東喜郷

## 交通

### 鉄道
- 中国鉄路総公司
  - ラサ・シガツェ鉄道
    - 吉瓊駅

### 道路
- 高速道路
  - シガツェ空港高速道路